# Podunavci
Podunavci (Servisch cyrillisch Подунавци) is een plaats in de Servische gemeente Vrnjačka Banja. De plaats telt 1446 inwoners (2002).